# Янніс Саціас
Янніс Саціас (грец. Γιάννης Σατσιάς, нар. 28 грудня 2002, Нікосія, Кіпр) — кіпрський футболіст, півзахисник клубу АПОЕЛ.

## Клубна кар'єра
Янніс Саціас є вихованцем клубу АПОЕЛ, де починав грати у молодіжній команді з 2012 року. Дебютну гру в основі Янніс провів 21 серпня 2020 року у віці 17 - ти років.

## Збірна
У лютому 2020 року Саціас дебютував у юнацькій збірній Кіпру.

## Особисте життя
Батько Янніса - Марінос Саціас відомий в минулому кіпрський футболіст, який всю ігрову кар'єру провів, захищаючи колькори клубу АПОЕЛ. Після чого працював на посаді тренера кіпрських та грецьких команд.

## Титули і досягнення
- Чемпіон Кіпру (1):

АПОЕЛ: 2023-24
- Володар Суперкубка Кіпру (1):

АПОЕЛ: 2024